# Station Zagnańsk
Station Zagnańsk is een spoorwegstation in de Poolse plaats Zagnańsk.